# Lubin de Beauvais
Pour les articles homonymes, voir de Beauvais.
Lubin de Beauvais est un peintre et illustrateur français né Lubin Paul Gaston de Beauvais à Paris 6e le 26 mars 1873, mort à Paris 14e le 3 janvier 1917. Il utilise également le pseudonyme de Gabriel de Laumont pour ses lithographies ou illustrations d'ouvrages « galants », nom qu'il a emprunté à sa mère.
Il a suivi des cours aux Beaux-arts de Paris de 1887 à 1889. Il signe ses premiers dessins de presse pour le Courrier français en 1892.  
Il collabore à de nombreux journaux comme La Baïonnette, Le Charivari, Le Frou-frou, L'Assiette au beurre, Le Rire, Gil Blas illustré, La Libre Parole illustrée, La Vie parisienne, ainsi qu'à des revues enfantines. Il illustre aussi des partitions musicales, des cartes postales (entre autres pour la collection des cent) et des romans. 
Il expose au Salon des humoristes à Paris en 1909 et 1910.

## Ouvrages illustrés
- Jérôme Doucet, sous le pseudonyme de Pierrelée, Contes d'un loup de mer,  Librairie Félix Juven, 1904.
- Charles Val (Charles Poisson), L'Art d'être cocu, Bibliothèque du  « Fin de siècle », 1905.
- Emile Watin, Les trois pages de Monsieur d’Artagnan, Librairie Félix Juven, 1905.
- Victor Joze et Jeanne Compoint, Les Amours défendues, Paris, De Porter, 1907.
- Choderlos de Laclos, Les Liaisons dangereuses, 1908.
- Godard d'Aucour, Thémidore, ou mon histoire et celle de ma maîtresse, Albert Méricant éditeur, Paris, 1911.
- Alfred de Musset, Les Deux Maitresses, 1912.